# 吴淞海军学校
吳淞海軍學校，為中華民國創辦於民國四年（1915年）的軍事院校，其前身交通部吳淞商船學校因經費缺乏停辦，由海軍部接管，改為海軍學校，後以煙臺海軍學校為海軍初級學校，吳淞海軍學校為高級學校，所授科目為南京軍官學校及煙臺海軍學校高級班科目。自民國四年夏開辦至民國九年二月，共畢業5屆。民國11年4月（1922年）奉命結束，教員調往煙臺海軍學校，校址仍由交通部續辦商船學校。

## 知名校友
- 安其邦（中華民國海軍英雄）[2]
- 徐祖藩（交通部吴淞商船专科学校校长）[3]
- 周憲章（中華民國海軍總司令部參謀）[2]
- 鄧兆祥（中國人民解放軍海軍副司令員）[2]
- 歐陽格（中華民國海軍少將）[2]
- 周應驄 （中華民國海軍少將、中共地下黨員）[2]
- 黃文田 （中華民國海軍抗日將領）[2]